# StarGate (продюсерська команда)
Stargate — норвезька продюсерська команда, яка займається продюсуванням і написанням пісень; складається з Тора Еріка Германсена (нар. 14 жовтня 1972) і Міккеля Сторлеєра Еріксена (нар. 1972). Жанри, у яких працює команда, включають R&B, поп і хіп-хоп.
«Stargate» увірвались в американську музичну індустрію у 2006 році, з випуском синглу #1 «So Sick», написаного і спродюсованого командою і записаного американським співаком Ne-Yo.

## Формування і ранні роботи
Stargate почали писати пісні в 1997 році і спочатку команда складалась з трьох чоловік: Тора Еріка Германсена, Міккеля Сторлеєра Еріксена і Халлгейра Рустана.

## Дискографія

### Сингли, які попали в Топ-10
Нижче представлені сингли, які попали в першу десятку чартів Billboard Hot 100 і/або UK Singles Chart.
- 1999: «S Club Party» (S Club 7)
- 1999: «Always Come Back to Your Love» (Саманта Мамба)
- 1999: «Two in a Million» (S Club 7)
- 2000: «Day & Night»[en] (Біллі Пайпер)
- 2000: «Mama — Who Da Man?» (Річард Блеквуд)
- 2000: «Sweet Love» (Fierce)
- 2000: «The Way to Your Love» (Hear'Say)
- 2001: «One Night Stand» (Mis-Teeq)
- 2001: «All Rise» (Blue)
- 2002: «Sorry Seems to Be the Hardest Word» (Blue і Елтон Джон)
- 2002: «The Last Goodbye» (Atomic Kitten (Ліз МакКларнон[en], Наташа Гамільтон[en] і Керрі Катона))
- 2003: «Scandalous» (Mis-Teeq)
- 2003: «Real Things» (Javine)
- 2004: «Love You Like Mad» (VS)
- 2004: «Eyes on You» (Джей Шон)
- 2004: «Stolen» (Джей Шон)
- 2006: «Sexy Love» (Ne-Yo)
- 2006: «So Sick» (Ne-Yo)
- 2006: «Unfaithful» (Ріанна)
- 2006: «Irreplaceable» (Бейонсе)
- 2007: «Beautiful Liar» (Бейонсе і Шакіра)
- 2007: «Because of You» (Ne-Yo)
- 2007: «Hate That I Love You» (Ріанна з участю Ne-Yo)
- 2007: «Don't Stop the Music» (Ріанна)
- 2007: «Tattoo» (Джордін Спаркс)
- 2007: «With You» (Кріс Браун)
- 2008: «Take a Bow» (Ріанна)
- 2008: «Closer» (Ne-Yo)
- 2008: «Mad» (Ne-Yo)
- 2009: «Broken-Hearted Girl» (Бейонсе)
- 2010: «Rude Boy» (Ріанна)
- 2010: «Beautiful Monster» (Ne-Yo)
- 2010: «Happiness» (Алексіс Джордан)
- 2010: «Only Girl (In the World)» (Ріанна)
- 2010: «What's My Name?» (Ріанна)
- 2010: «Firework» (Кеті Перрі)
- 2010: «I Am» (Мері Джей Блайдж)
- 2011: «Black and Yellow» (Wiz Khalifa)
- 2011: «S&M» (Ріанна)
- 2011: «Good Girl» (Алексіс Джордан)
- 2011: «I'm Into You» (Дженніфер Лопес)
- 2012: «R.I.P.» (Ріта Ора з участю Тайні Темпа)
- 2012: «Let Me Love You (Until You Learn to Love Yourself)» (Ne-Yo)
- 2012: «Diamonds» (Ріанна)
- 2013: «Come & Get It» (Селена Гомес)
- 2013: «The Fox (What Does the Fox Say?)» (Ylvis)
- 2013: «Shame» (Кіт Урбан)